# Cenn Fáelad mac Colggen
Cenn Fáelad mac Colggen (mort en 682)
est un roi de Connacht issu des Uí Briúin une branche des Connachta.
Il appartient à une lignée connue sous le nom de Uí Briúin Seóla, implantée autour de Tuam dans l'actuel comté de Galway qui revendiquait être issue de Senach fils cadet du roi Dauí Tengae Umai (mort en 502) . Il est le premier membre de cette branche mentionné dans les annales.

## Règne
Cenn Fáelad apparaît pour la première fois dans les annales en 653 comme l'allié des Uí Fiachrach Aidhne, lorsque Marcán mac Tomaini, le roi des Uí Maine est tué lors d'une bataille en Iarthair Seóla par Cenn Fáelad et Máenach mac Báethíne des Uí Briúin. Dans les Annales des quatre maîtres c'est Maenach qui est présenté comme le chef des Uí Briúin.
La mention suivant de Cenn Fáelad se trouve en 663 quand les Annales de Tigernach indique qu'il devient roi de
Connacht en succédant à Guaire Aidni mac Colmáin (mort en 663). Les « Listes de Rois » comme celle du Livre de Leinster placent également son règne après celui de Guaire. Cependant le Chronicon Scotorum mentionne la mort de Muirchertach Nár mac Guairi Aidni comme roi de Connacht en 668. Les annales mentionnent également un certain Dub-Indracht mac Dúnchada comme roi des Uí Briúin de Mag nAi en 666.
La dernière mention de Cenn Fáelad dans les annales est en 682 lorsqu'il est tué par Ulcha Dearg ua Caillidhe des Conmhaícne Cúile, une tribu sujette de la région Seóla. Francis John Byrne estime que sa mort est une réponse à la politique des Uí Briúin d'assujettissement et d'annexion des territoires des tribus vassales. La descendance de Cenn Fáelad comprennent le Muintir Murchadha et leur chef les O'Flaherty, par son fils Amhalgadh, parfois titré roi de Iarthair Connacht dans les annales; et le Clann Cosgraigh, dirigé par les McHugh, issu de Dungalaigh autre fils de Cenn Fáelad

## Sources
- (en) Francis John Byrne, Irish Kings and High-Kings, Londres, Batsford, 1973 (ISBN 0-7134-5882-8)
- (en) T.W Moody, F.X. Martin, F.J. Byrne A New History of Ireland IX Maps, Genealogies, Lists. A companion to Irish History part II . Oxford University Press réédition 2011  (ISBN 9780199593064) Kings of Connacht to 1224 p. 138.